# Élisabethville (Schiff, 1911)
Die Élisabethville (I) war ein 1911 in Dienst gestelltes Passagierschiff der belgischen Reederei Compagnie Maritime Belge (CMB), das im Passagier- und Frachtverkehr von Antwerpen nach Belgisch-Kongo eingesetzt wurde. Die Schiffe der Reederei auf dieser Route wurden daher umgangssprachlich Congoboote genannt. Am 6. September 1917 wurde die Élisabethville bei Belle-Île in der nördlichen Biskaya von einem deutschen U-Boot versenkt. Sie war das größte Schiff, das die CMB im U-Boot-Krieg des Ersten Weltkriegs verlor.

## Das Schiff
Das 7.017 BRT große, aus Stahl gebaute kombinierte Passagier- und Frachtschiff Élisabethville (das erste von drei Schiffen der Reederei mit diesem Namen) wurde auf der Werft Alexander Stephen and Sons im schottischen Glasgow gebaut und lief dort am 20. Oktober 1910 vom Stapel. Das Schiff war 126,5 Meter lang, 16,8 Meter breit und hatte einen Tiefgang von 7,8 Metern. Die Élisabethville hatte einen Schornstein, zwei Masten und zwei Propeller und wurde von einer Vierfachexpansions-Dampfmaschine angetrieben, die 568 nominale PS leistete und das Schiff auf bis zu 14 Knoten beschleunigen konnte.
Im Dezember 1910 wurde das Schiff fertiggestellt. Am 4. Februar 1911 lief die Élisabethville zu ihrer Jungfernfahrt nach Matadi aus, wo sie am 24. Februar 1911 eintraf.
Die Élisabethville war das erste von drei Schwesterschiffen. Die anderen beiden waren die 7745 BRT große Albertville (IV), die bei John Cockerill in Hoboken gebaut wurde und die 7694 BRT große Andersville (II), die ebenfalls bei Alexander Stephen and Sons entstand. Die beiden jüngeren Schiffe wurden beide im Jahr 1912 in Dienst gestellt.

## Versenkung
Am Donnerstag, dem 6. September 1917 befand sich die Élisabethville mit 140 Passagieren und 173 Besatzungsmitgliedern an Bord unter dem Kommando von Kapitän Lemans auf einer Überfahrt von der kongolesischen Hafenstadt Matadi über Falmouth nach Kingston upon Hull. Die einzige Bewaffnung des Schiffs bestand aus einer 75-mm-Kanone, die von zwei Kanonieren der Royal Navy bedient wurde. Unter den Reisenden befanden sich 52 Franzosen.
In der Mittagszeit erhielt das Schiff per Funk die Anweisung, nicht der direkten Route H172 nach Quiberon zu folgen, sondern stattdessen die küstennahe Route A100 zu nehmen. Gegen 13:30 Uhr konnte der stellvertretende Kapitän Hiernaut ein U-Boot in der Nähe erkennen. Es handelte sich um das deutsche U-Boot UC 71, das sich unter dem Kommando von Oberleutnant zur See Reinhold Saltzwedel auf Feindfahrt befand. Kapitän Lemans ordnete umgehend einen neuen Kurs an und hoffte, das U-Boot rammen zu können. Bevor es dazu kam, wurde die Élisabethville jedoch an der Steuerbordseite von einem Torpedo getroffen.
Das Schiff ging gegen 15 Uhr 17 Meilen östlich der bretonischen Insel Belle-Île unter (Position 47.08N, 03.11W). 14 Besatzungsmitglieder starben durch den Torpedoeinschlag oder ertranken während der Evakuierung. Die Zeit zwischen der Torpedierung und dem Untergang reichte jedoch aus, um sämtliche Passagiere und die übrige Besatzung auszubooten. Die Élisabethville war das größte von UC 71 versenkte Schiff. Das britische Frachtschiff Raranga war mit 10.040 BRT zwar größer, wurde aber nur beschädigt und nicht versenkt.